# سفارة الفلبين في فيتنام
سفارة الفلبين في فيتنام هي أرفع تمثيل دبلوماسي لدولة الفلبين لدى فيتنام. تقع السفارة في هانوي وهي تهدف لتعزيز المصالح الفلبينية في فيتنام.

## وصلات خارجية
- قائمة سفارات الفلبين
- قائمة السفارات في فيتنام